# Misquitos
Os misquitos ou mosquitos são um povo indígena da América Central, que habitam historicamente a região da Mosquítia (a Costa dos Mosquitos), cujo território vai de Honduras até o Rio Grande, na Nicarágua. Há uma língua nativa dos misquito, porém a maioria já fala crioulos do inglês, do espanhol e de outras línguas. A religião mais seguida entre eles é o cristianismo.
Hoje, há poucas pessoas de puro sangue misquito, pois com o passar dos anos eles deram abrigos a escravos fugidos e se casaram com eles. Como seu território é de difícil acesso, eles foram pouco afetados pela conquista da área pelos espanhóis.
A sociedade misquito tradicional é altamente hierárquica, com uma estrutura política definida. Havia um rei, que dividia o poder com um governador, um general e, a partir de 1750, um almirante. Os reis eram considerados semi-míticos, e o primeiro rei Miskito que se pôde confirmar foi Jeremy I em 1687.
Tal sistema permitiu aos misquitos manter sua independência no período colonial e mesmo depois disso, até serem absorvidos por Honduras em 1894.
Devido ao interesse inglês na América Central (especialmente em Belize, antiga Honduras Britânica), os misquitos puderam comprar revólveres e outras armas modernas. Os ingleses também apoiaram a criação da Nicarágua, um país destinado inicialmente aos misquitos. Então, guerreiros misquitos e cafuzos começaram a atacar assentamentos espanhóis em Honduras para resgatar misquitos que haviam sido escravizados, e também para escravizar outros indígenas e vendê-los para os ingleses na Jamaica. Os misquito consideravam-se superiores aos outros povos. Tais ataques continuaram mesmo após o fim da inimizade entre Espanha e Reino Unido.
Devido à poligamia, que era permitida entre os misquitos, e ao grande número de mulheres de outras etnias escravizadas nos ataques acima, a população misquito cresceu aceleradamente.
Os misquito nunca se consideraram controlados pelo governo da Nicarágua, e alguns não se consideram parte do país. Nos anos 70 e 80, aliaram-se às etnias Sumu e Rama para formar uma guerrilha anti-governo conhecida como misurasata, aliando-se com os contras em sua luta para depor o governo sandinista.

## Lista de líderes
Até 1865, os misquito eram considerados uma nação e seus líderes tinham o título de rei. Após esse ano, os líderes dos misquitos passaram a ter o título apenas de "Chefes Hereditários dos Misquitos", com o tratamento de Vossa Excelência.
- 1625-1687 Oldman
- 1687-1718 Jeremy I
- 1718-1729 Jeremy II
- 1729-1739 Peter I
- 1739-1755 Edward I
- 1755-1776 George I
- 1776-1801 George II Frederic
- 1801-1824 George Frederic Augustus I
- 1824-1842 Robert Charles Frederic
- 1842-1865 George Augustus Frederic II
- 1865-1879 William Henry Clarence
- 1879-1888 George William Albert Hendy
- 1888-1889 Andrew Hendy
- 1889-1890 Jonathan Charles Frederick
- 1890-1908 Robert Henry Clarence
- 1908-1928 Robert Frederick
- Desde 1978, Norton Cuthbert Clarence